# Fußhaus
Fußhaus ist ein Gemeindeteil der Großen Kreisstadt Selb im Landkreis Wunsiedel im Fichtelgebirge (Oberfranken, Bayern).
Die Einöde liegt über fünf Kilometer nördlich des Selber Ortskerns in der Nähe der tschechischen Grenze am Fußberg. Fußhaus entstand vermutlich um 1780, die Ansiedlung gehörte zur ehemaligen Gemeinde Lauterbach.